# OPC Historical Data Access
OPC Historical Data Access (OPC HDA) – umożliwia przeglądanie i analizę zgromadzonych danych historycznych. Specyfikacja HDA nie zmienia działania interfejsów (nie przeciąża interfejsów) zdefiniowanych w pozostałych specyfikacjach OPC. Specyfikacja HDA definiuje nowe obiekty COM/DCOM i ich interfejsy umożliwiające: odczyt, zapis oraz edycję danych pomiędzy aplikacją kliencką i serwerem HDA. Klient OPC uzyskuje dostęp do zarchiwizowanych danych poprzez zgłaszanie zapytań do serwera OPC HDA. Rozróżniamy następujące typy serwerów HDA:
- prosty serwer trendów – gromadzone dane pochodzą z serwera OPC DA i są zazwyczaj zapisywane w postaci: Czas, Wartość i Jakość.
- kompleksowy serwer do gromadzenia i analizy danych – oprócz gromadzenia danych umożliwia ich kompresję, a także posiada wbudowane funkcje do analizy danych, jak np.: wyznaczanie wartości średnich, minimalnych i maksymalnych w zadanym okresie. Ten typ serwera OPC umożliwia aktualizację zgromadzonych danych i prowadzi zapis historii aktualizacji danych.

Specyfikacja HDA nie definiuje zestawu danych, do których serwer ma mieć dostęp, nie definiuje także sposobu, w jaki dane są przez serwer odczytywane. Dane dla serwera OPC HDA mogą pochodzić z serwera OPC DA lub z dowolnego innego źródła danych. Serwer HDA musi jedynie umożliwiać dostęp do danych dowolnemu klientowi OPC HDA (niezależnie od jego producenta).
Obecnie najnowszą wersją specyfikacji jest OPC HDA 1.20.